# 苦玄参
苦玄参（学名：Picria fel-terrae）为母草科苦玄参属下的一个种。